# چیموخه (استان وارمی-ماسوری)
چیموخه (به لهستانی:  Cimochy) یک روستا در لهستان است که در گمینا ویلیچکی واقع شده‌است. چیموخه ۴۵۶ نفر جمعیت دارد.